# Route nationale 647
Pour les articles homonymes, voir Route 647.
La route nationale 647 ou RN 647 était une route nationale française reliant Castets à Navarrenx. À la suite de la réforme de 1972, elle a été déclassée en RD 947.

## Ancien tracé de Castets à Navarrenx (D 947)
- Castets
- Dax
- Estibeaux
- Tilh
- Orthez
- Laà-Mondrans
- Loubieng
- Bugnein
- Bastanès
- Méritein
- Navarrenx